# Charme (física)
Charme ou  encanto (símbolo C) é um sabor representando a diferença entre o número de quark charme e dos antiquark charme que estão presentes em uma partícula:
{\displaystyle C=n_{\text{c}}-n_{\mathrm {\overline {c}} }.\ }
Por convenção o sinal desse número quântico concorda com o sinal da carga elétrica portado pelo quark do sabor correspondente. O quark charme que porta uma carga elétrica (Q) de +2⁄3, porta um sabor charme de +1. O antiquark charme têm a carga oposta (Q = −2⁄3 e número de charme: C = −1).
Como com outros números de sabor quântico relatados, a inferioridade é preservada sobre a interação forte e interação eletromagnética, mas não sobre a interação fraca(veja Matrix CKM). Para decaimento fracos de primeira ordem, em que o processo envolve o decaimento de apenas um quark, o encanto pode variar 1 unidade(|C| = ±1). Desde que processos de decaimento de primeira ordem são mais comuns que processos de decaimento de segunda ordem(envolvendo o decaimento de dois quarks), isso pode ser usado como uma aproximação de regra de seleção para decaimentos fracos.

## Leitura complementar
- Lessons in Particle Physics Luis Anchordoqui and Francis Halzen, Universidade de Wisconsin, 18 de dezembro de 2009.